# Бен Бејли Смит
Бенџамин Харви "Бен" Бејли Смит (21. септембар 1977) познатији под уметничким именом „Доктор Браун” је британски телевизијски и филмски глумац, комичар, репер, сценариста, текстописац и гласовни глумац.
Смит је најпознатији по улози Џоа Хокинса у серији Ред и закон: Велика Британија.